# Imperfect Cell Saga
De Imperfect Cell Saga is een van de saga's van de animeserie Dragonball Z.
Deze saga werd voor het eerst getoond in 1992, in Japan.
In de Imperfect Cell Saga wordt de meest dodelijke creatie van de waanzinnige wetenschapper Dr. Gero geïntroduceerd, de androïde Cell.

## Plot
Na het gevecht met de androïden #17 and #18 geneest Krillin de gewonde Z-fighters met behulp van Senzu Beans.
Daarop haast Piccolo zich naar de uitkijkpost van Kami, de bewaker van de Aarde.
Hij wil Kami ervan overtuigen met hem te fuseren.
Piccolo en Kami waren oorspronkelijk ook één persoon, en gefuseerd zouden zij met vereende krachten de androïden de baas moeten kunnen zijn.
Echter, Kami gaat niet op de plannen van Piccolo in, omdat hij de androïden voorlopig nog niet gevaarlijk genoeg acht, en hij wil alleen fuseren bij uiterste noodzaak.
Ondertussen ontdekt Bulma een onbekende tijdmachine die sterk lijkt op de tijdmachine waarmee Trunks arriveerde.
In deze tijdmachine vinden Bulma, Gohan en Trunks een vreemde, lege cocon.
Op Kami's uitkijkpost bemerkt Kami dat er zich een kwaad op de wereld bevindt dat vele malen gevaarlijker is dan de androïden, en hij besluit daarom toch met Piccolo te fuseren.
Eenmaal gefuseerd vliegt Piccolo naar Gingertown, waar hij de inzittende van de tijdmachine aantreft: Cell.
Cell, een hagedisachtige androïde, blijkt alle levensenergie van de inwoners van Gingertown te hebben geabsorbeerd.
Cell vertelt aan Piccolo dat hij door Dr. Gero gecreëerd is met behulp van DNA van onder andere Goku, Frieza en de Z-fighters.
Zijn missie is om androïden #17 en #18 te absorberen, om zo zijn perfecte vorm te bereiken.
Deze androïden waren echter in de tijdslijn van Trunks al vernietigd, waardoor Cell gedwongen was om de tijdmachine van Trunks te stelen en naar het verleden af te reizen.
Omdat de tijdmachine te krap was voor de huidige vorm van Cell, moest Cell zich als larve in de tijdmachine nestelen.
Na dit verhaal aangehoord te hebben wil Piccolo de aanval openen op Cell, maar Cell verblindt hem met een lichtflits en vlucht weg.
Niet lang daarna herstelt Goku van het virus en hij kondigt aan dat hij door middel van trainen het volgende Super Saiyan niveau wil bereiken.
Samen met Vegeta, Trunks en Gohan vertrekt hij naar Kami's uitkijkpost.
In Kami's uitkijkpost bevindt zich de Room of spirit and Time, waar men een jaar kan trainen in slechts één Aardse dag.
Vegeta en Trunks gaan als eerste de kamer binnen.
Ondertussen hebben de androïden #16, #17 en #18 het eiland van Master Roshi bereikt, waar zij Goku hopen te vinden.
Piccolo, die al eerder op het eiland was gearriveerd, gaat daarop het gevecht aan met #17. Ze vertrekken naar een ander eiland en ze gaan vrij gelijk op, Piccolo is nu iets sterker dan 17. 
Ze worden echter onderbroken wanneer Cell arriveert. Piccolo probeert Cell aan te vallen, maar wordt verslagen. Tien verschijnt en houdt Cell een tijdje tegen met de Neo Tri Beam, maar uiteindelijk valt hij vermoeid neer.
Ook #16 probeert te voorkomen dat Cell een van de androïden absorbeert, maar Cell weet op listige wijze #17 te grijpen.
Bij het absorberen van #17 transformeert Cell naar zijn semi-perfecte vorm.